# Special K (céréales)
Pour les articles homonymes, voir Special K.
Special K est une marque de céréales fabriquée par la société américaine Kellogg's depuis 1955 et en France depuis 1992. 
En 2017, la société entre en conflit avec le joueur de tennis Thanasi Kokkinakis concernant l'utilisation commerciale de Special K par ce dernier. 
Ciblant les adultes, elles sont dépourvues de mascotte,. 

## Composition
Composition des Special K chocolat noir :

Riz (39 %), blé complet (28 %), chocolat noir (16 %) (sucre, pâte de cacao, matière grasse du lait, beurre de cacao, émulsifiant {lécithine de soja}), sucre, orge (6,5 %), farine d'orge maltée (3 %), arôme de malt d'orge, sel.

### Informations nutritionnelles
|                          | Pour 100 g | Pour 30 g | AR* pour 30 g |
| ------------------------ | ---------- | --------- | ------------- |
| Énergie                  | 1677 kJ    | 503 kJ    | 6 %           |
|                          | 397 kCal   | 119 kCal  |               |
| Matière grasse           | 5,9 g      | 1,8 g     | 3 %           |
| dont acides gras saturés | 3 g        | 0,9 g     | 5 %           |
| Glucides                 | 75 g       | 23 g      |               |
| dont sucres              | 21 g       | 6,3 g     | 7 %           |
| Fibres                   | 5,1 g      | 1,5 g     |               |
| Protéines                | 8,4 g      | 2,5 g     |               |
| Sel                      | 0,8 g      | 0,24 g    | 4 %           |

* Apport de référence par jour pour un homme adulte

## Controverses en Europe
Au Danemark, des produits de Kellogg's ont été interdits depuis 2004. Les autorités de santé danoises ont interdit ces céréales parce que, selon eux, Kellogg's visait à ajouter à taux élevé de la vitamine B6, de l'acide folique et du fer. L'ingestion journalière de portions normales de ces céréales donnerait lieu à des complications. Des enfants seraient en risque de dommages au foie et aux reins, et les fœtus des femmes enceintes pourraient souffrir de complications à cause de ces toxines.
En 2008, Kellogg's France est condamnée pour publicité mensongère sur la base de sa communication nutritionnelle à propos des teneurs en matières grasses affichée sur plusieurs produits de sa gamme Spécial K (céréales et barres).
L'émission néerlandaise Keuringsdienst van Waarde,, diffusée le 15 octobre 2009 aux Pays-Bas, a enquêté sur une des promesses nutritionnelles des produits Special K, l'utilité du fer ajouté aux céréales. Cette émission a démontré que ce fer n'était pas du fer nutritionnel « ionique » — comme on en trouve dans des nutriments naturels tels que de la viande, du poisson — mais, en fait, du fer « métallique » ou, plus simplement dit, de la limaille de fer, saupoudrée sur les céréales. Kellogg's n'a pas voulu commenter cette démonstration, affirmant qu'il s'agit d'un secret industriel. Quelques expériences simples ont étonné et convaincu des professeurs d'université de nutrition ainsi que des chercheurs dans l'industrie métallurgique. Les intervenants sont d'accord que du fer métallique (limaille de fer) ne devrait jamais faire partie de n'importe quel régime nutritionnel. De plus, le corps humain est incapable d'absorber du fer métallique. La limaille de fer pourrait en outre endommager les dents. Aux Pays-Bas, suivant l'exemple danois, on a suggéré d'interdire la vente des céréales Special K pour protéger les enfants, les enfants à naître et la santé générale du public.